# 2023年世界バドミントン選手権大会のマレーシア代表チーム
2023年世界バドミントン選手権大会のマレーシア代表チーム（Malaysia national badminton team at the World Badminton Championships 2023）は、2023年世界バドミントン選手権大会におけるマレーシアの代表チーム。

## 代表メンバー

### 男子シングルス
- リー・ジージャ
- ウン・ツェヨン

### 女子シングルス
- ゴー・ジンウェイ
- キソナ・セルファドゥライ

### 男子ダブルス
- アーロン・チア / ソー・ウーイック (4) 3位
- オン・ユーシン / テオ・イーイ (7)
- マン・ウェイチョン / ティー・カイウン

### 女子ダブルス
- タン・パーリー / ティナア・ムラリタラン (10)
- ヴィヴィアン・フー / リム・チュウシェン
- チョン・アンナ・チンイク / テオ・メイシン

### 混合ダブルス
- ゴー・スンファント / ライ・シェボンジェミー (10)
- チェン・タンジー / トー・イーウェイ (14)
- タン・キャンメン / ライ・ペイジン